# Maud Hunt Squire

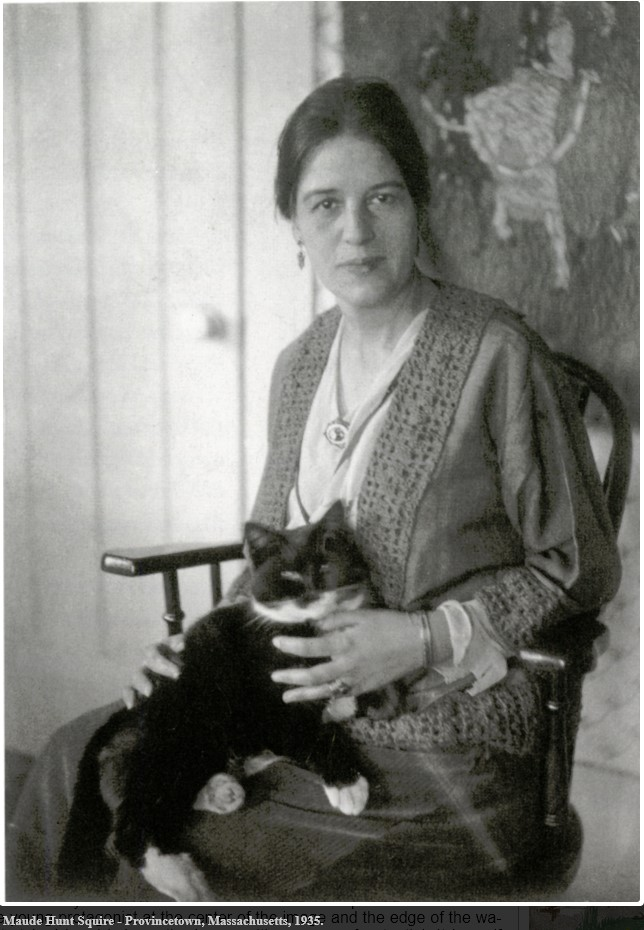
Maud Hunt Squire, 1935

Maud Hunt Squire (* 30. Januar 1873 in Milford, Ohio, USA; † 25. Oktober 1954 in Vence, Frankreich) war eine amerikanische Malerin, Grafikerin und Buchillustratorin.

## Leben und Werk

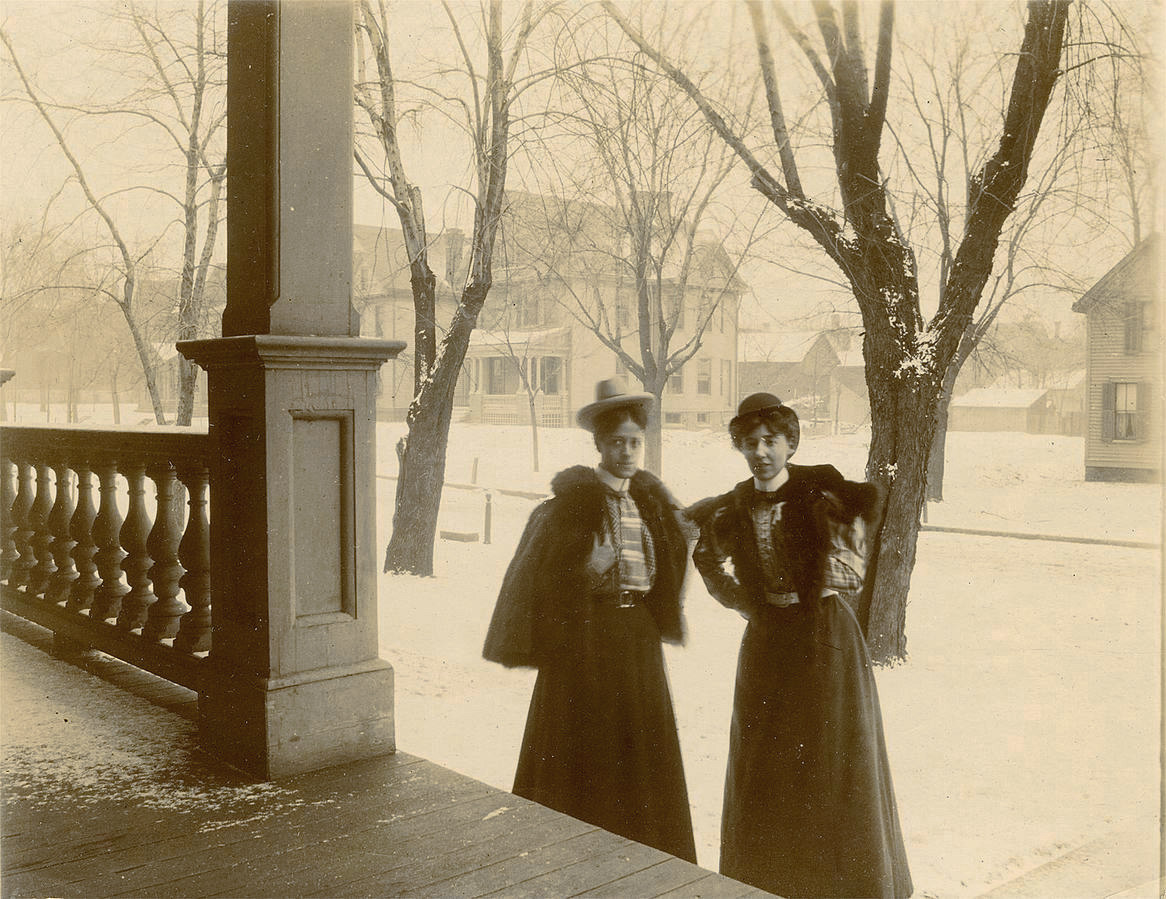
Maud Hunt Squire und Ethel Mars (rechts), Springfield, Illinois, um 1898

Squire war die Tochter des Musikers Alfred Squire und von Hannah Hunt Squire. Sie besuchte die University of Cincinnati und begann 1894 ihre Kunstausbildung an der Cincinnati Art Academy, wo sie bei Lewis Henry Meakin und Frank Duveneck studierte. Sie erhielt die Alumnal-Goldmedaille für herausragende Leistungen in Mathematik und Latein sowie die Sinton-Goldmedaille. An der Cincinnati Art Academy lernte sie James R. Hopkins und Ethel Mars kennen.
Squire reiste bereits als Studentin nach New York City, um sich mit Verlegern zu treffen und ihre Arbeiten auszustellen. Nach ihrem Abschluss 1898 wurden sie und Mars von dem Verleger R. H. Russell engagiert und ihre Illustrationen wurden 1903 in einer gemeinsamen Ausstellung im Cincinnati Art Museum gezeigt. Um 1900 lebten sie und Mars in New York City, reisten nach Europa und arbeiteten gemeinsam an der Illustration von Kinderbüchern.

## Künstlerin in Paris
1906 ließen sie sich gemeinsam in Paris nieder. Squire verkaufte und stellte ihre Werke bis 1907 erfolgreich auf wichtigen Ausstellungen in Paris und Amerika aus. Sie illustrierte weiterhin Bücher und reiste oft zwischen Frankreich und New York hin und her, um sich mit Verlegern zu treffen.
Squire und Mars wurden Stammgäste im Salon von Gertrude Stein und freundeten sich mit Pablo Picasso und Henri Matisse an. Stein parodierte das Paar in ihrem Gedicht Miss Furr and Miss Skeene, das um 1910 geschrieben und 1922 in Vanity Fair veröffentlicht wurde. Es gilt als erstes literarisches Werk, in dem das Wort gay zur Beschreibung gleichgeschlechtlicher Beziehungen verwendet wurde.
Squire war Mitglied der Société nationale des beaux-arts, der Société Salon d’Automne, der Société des Dessinateurs et d’Humoristes und war Jurorin und stellte auf Kunstausstellungen aus.

## Holzschnitte in Provincetown
Bei Ausbruch des Ersten Weltkriegs zogen Squire und Mars nach Provincetown, Massachusetts. Hier erstellte Squire ihre ersten und einzigen Holzschnitte, die Szenen in Provincetown darstellten. Squire gehörte zusammen mit Mars, Blanche Lazzell, Bror Julius Olsson Nordfeldt, Ada Gilmore und Mildred McMillen zur ursprünglichen Gruppe von Künstlern, die für ihre Holzschnitte mit weißen Linien, sogenannte Provincetown-Drucke, bekannt waren.

## Malerin in Frankreich
Nach dem Ersten Weltkrieg lebten Squire und Mars in Vence in Südfrankreich. Sie waren beide in einer Künstlerkolonie aktiv, zu der Marsden Hartle, Chaim Soutine, Reginald Marsh und Yasuo Kuniyoshi gehörten. Squire begann wieder zu malen und zu zeichnen und fertigte große Aquarelle und Landschaftsgemälde an, darunter einige Cafészenen in Hafenstädten an der französischen Riviera. Squire stellte nach den frühen 1930er Jahren jegliche künstlerische Arbeit ein.
Während des Zweiten Weltkriegs versteckten sich Mars und Squire in Isere in der Nähe von Grenoble, wohnten aber für den Rest ihres Lebens in Vence. Squire starb 1954 in ihrem Haus La Farigoule in Vence. Sie und Mars sind gemeinsam auf dem Friedhof von Saint-Paul-de-Vence begraben.

## Ausstellungen und Werke
Zu ihren Lebzeiten stellte Squire ihre Arbeiten am Art Institute of Chicago, auf der Panama-Pacific International Exposition von 1915, an der Pennsylvania Academy und bei der Provincetown Art Association aus. Sie war Mitglied der Society of Independent Artists.
Squires Arbeiten befinden sich in zahlreichen Museumssammlungen, darunter im Amon Carter Museum in Texas, im Cincinnati Art Museum, im Davis Museum am Wellesley College, im Detroit Institute of Arts, im Indianapolis Museum of Art, im Jule Collins Smith Museum of Fine Art in Alabama im Herbert F. Johnson Museum of Art in New York, im Musée franco-américain du château de Blérancou, im Museum of Fine Arts, Boston, im Smithsonian American Art Museum in Washington, D.C. und im Worcester Art Museum in Massachusetts.
Squires Holzschnitte wurden in die Ausstellung und den dazugehörigen Katalog From Paris to Provincetown: Blanche Lazzell and the Colour Woodcut im Museum of Fine Arts, Boston aufgenommen. Die Ausstellung wanderte ins Cleveland Museum of Art. 2023 wurden Squires Arbeiten in The Provincetown Printmakers vorgestellt, einer Übersicht über Drucke aus Provincetown, die 2023 vom Museum of Fine Arts in Boston gezeigt wurde.

## Werke von Maud Hunt Squire (Auswahl)

Clam Diggers, 1917
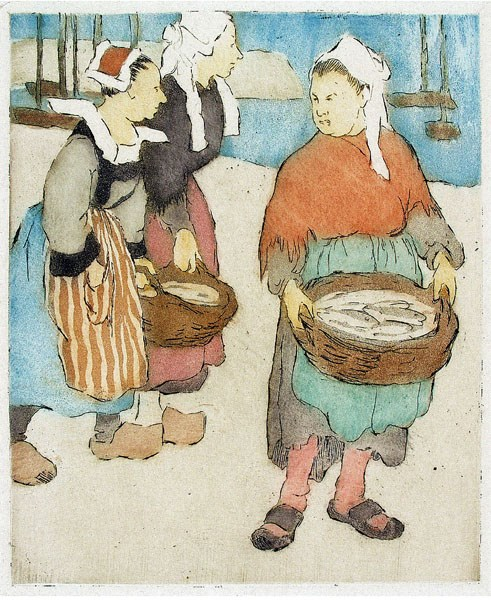
The basket of fish, 1910
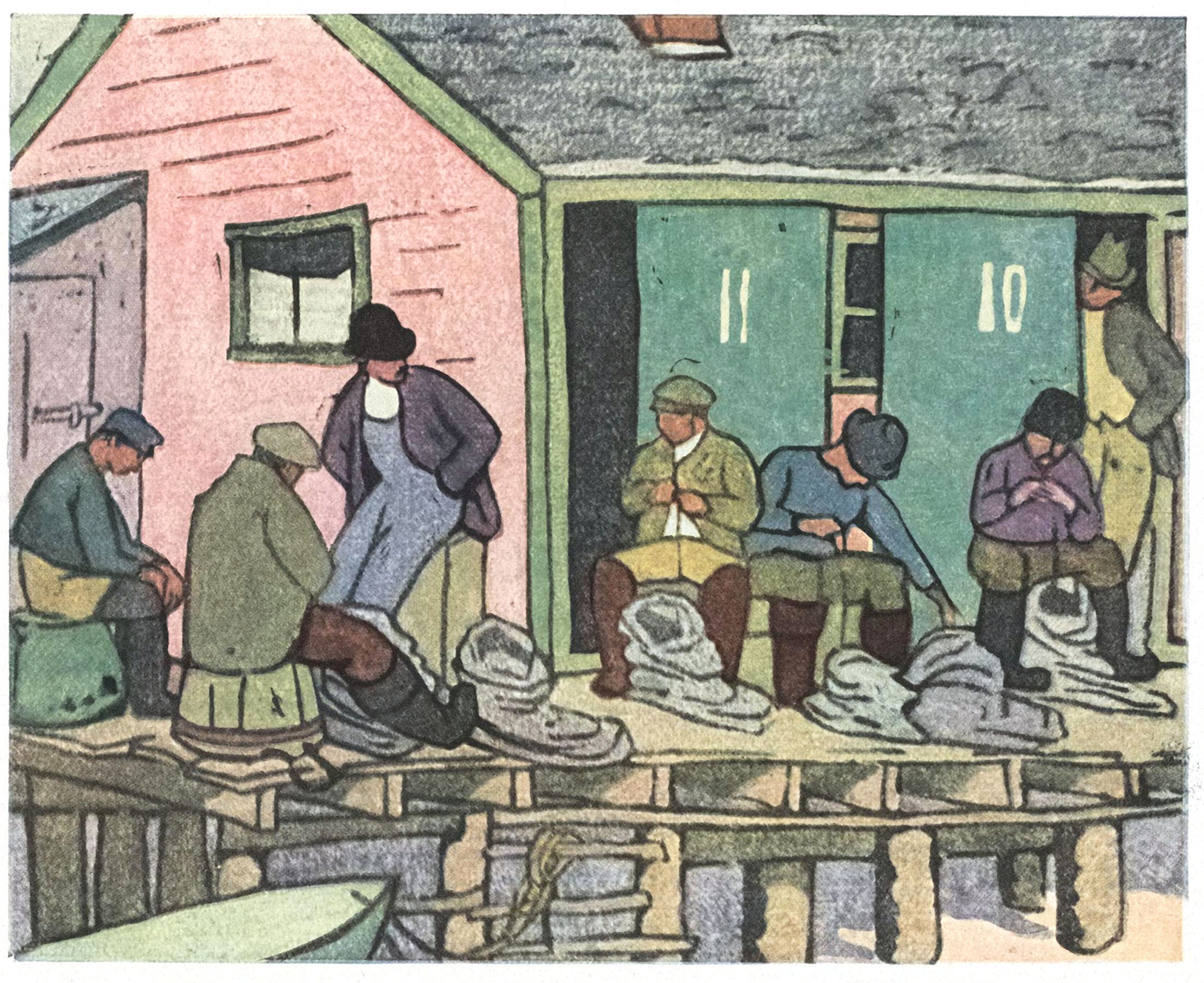
Baiting Up, Holzschnitt von Maud Hunt Squire, 1921
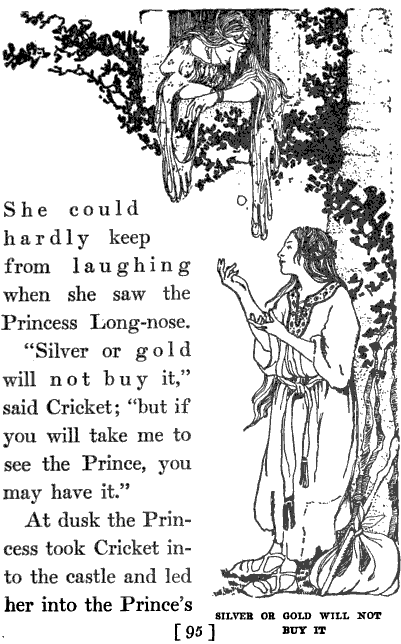
Fairy Tales from Folk Lore, Squire, Maud Hunt, (illustr.), New York: Moffat, Yard & Co., 1908, S. 77–98
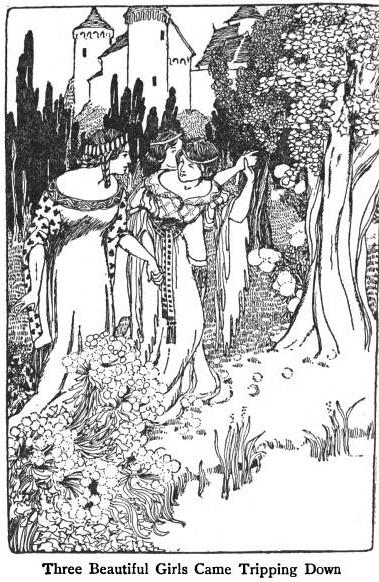
Fairy Tales from Folk Lore, New York: Moffat, Yard & Co., 1908, S. 1–48
Children of Our Town, Wealth, 1902; geschrieben von Carolyn Wells und illustriert von Ethel Mars und Maud Hunt Squire